# Roche-lez-Beaupré
Roche-lez-Beaupré is een gemeente in het Franse departement Doubs (regio Bourgogne-Franche-Comté). De plaats maakt deel uit van het arrondissement Besançon. Roche-lez-Beaupré telde op 1 januari 2022 2.185 inwoners.

## Geografie
De oppervlakte van Roche-lez-Beaupré bedraagt 5,63 vierkante kilometer; de bevolkingsdichtheid is 383 inwoners per km² (per 1 januari 2019).
De onderstaande kaart toont de ligging van Roche-lez-Beaupré met de belangrijkste infrastructuur en aangrenzende gemeenten.

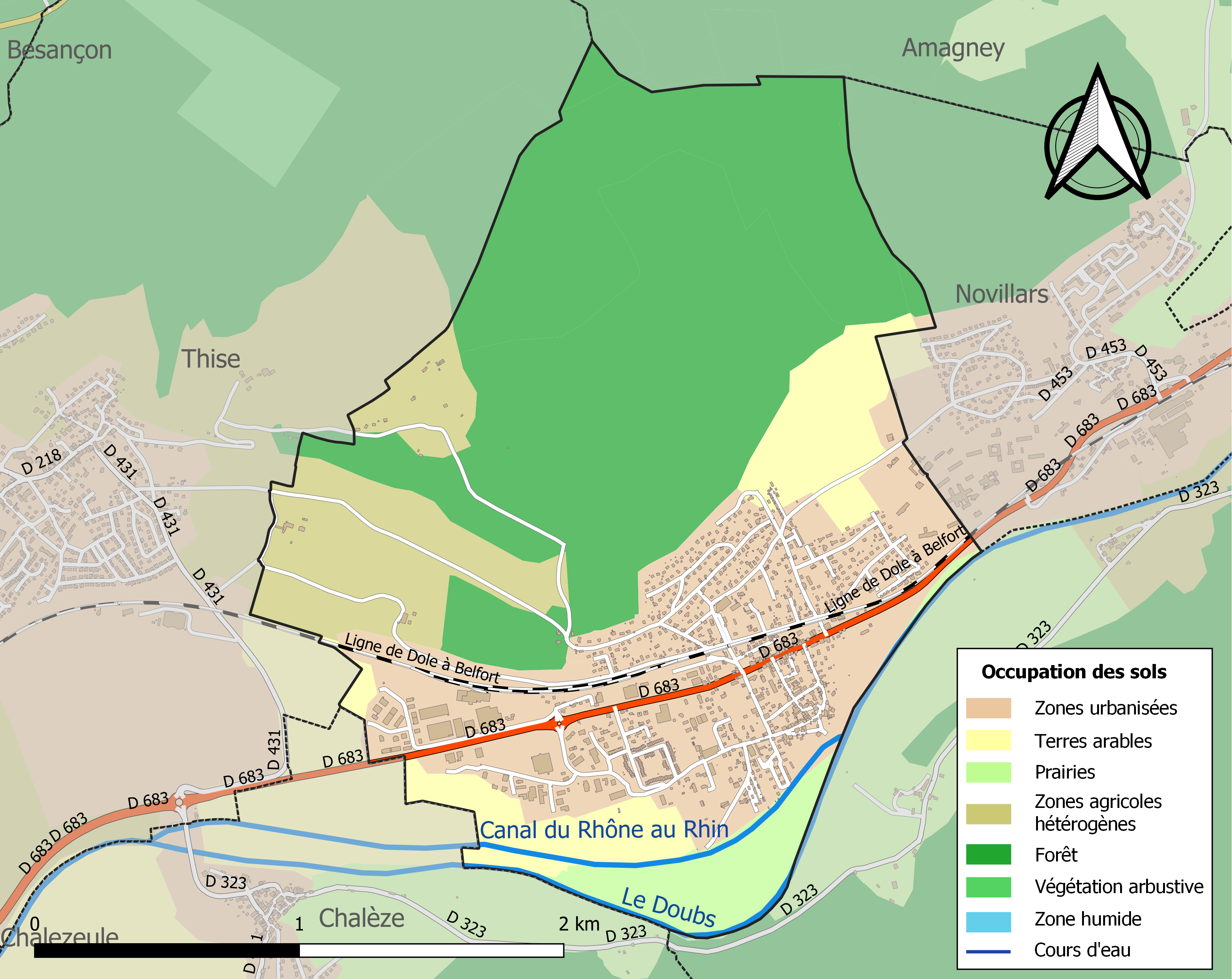

## Verkeer en vervoer
In de gemeente ligt spoorwegstation Roche-lez-Beaupré.

## Demografie
Onderstaande figuur toont het verloop van het inwonertal (bron: INSEE-tellingen).